# Матвейчук, Николай Викторович

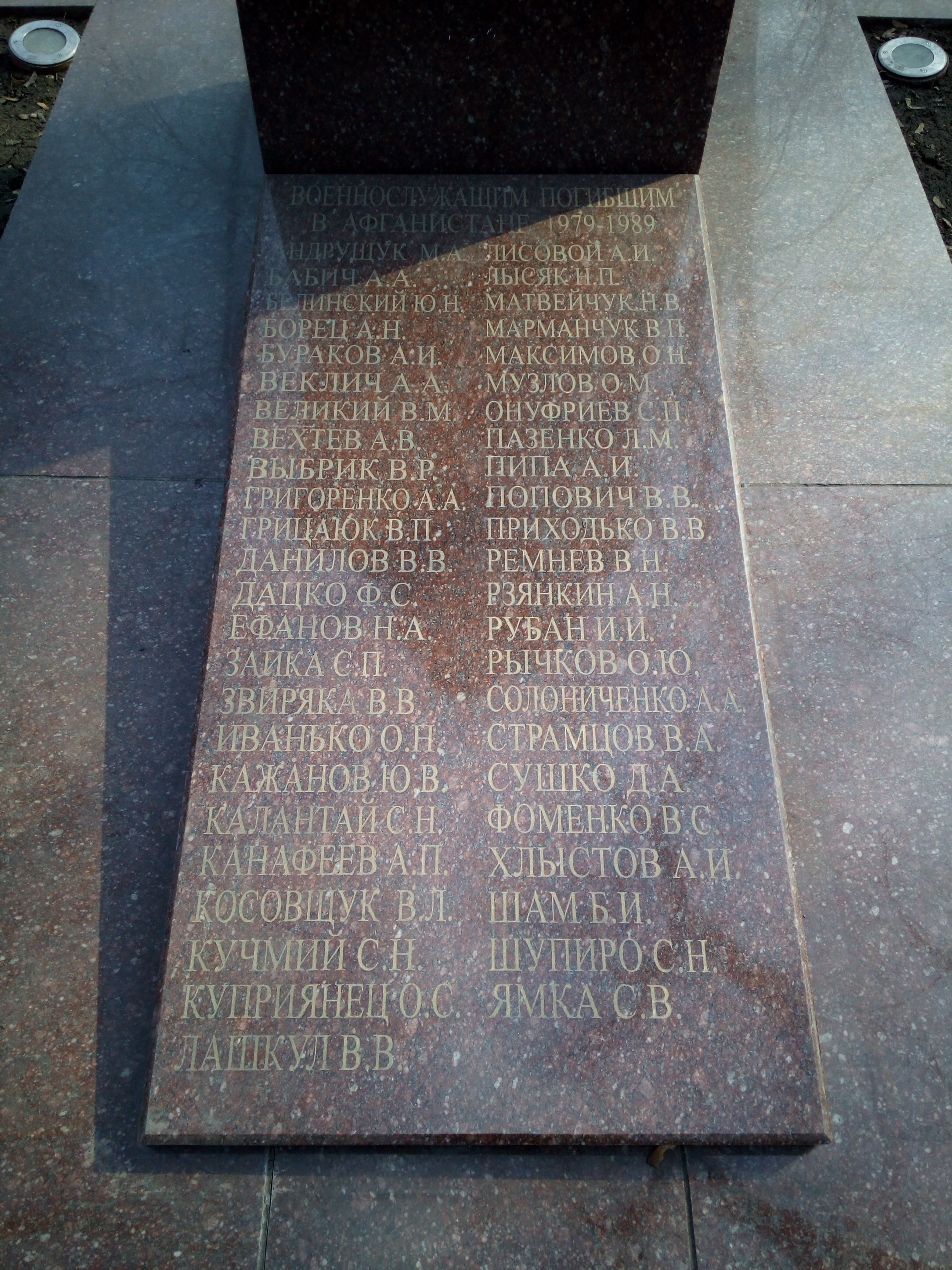
Имя на памятнике воинам-интернационалистам на Дзержинке (Кривой Рог)

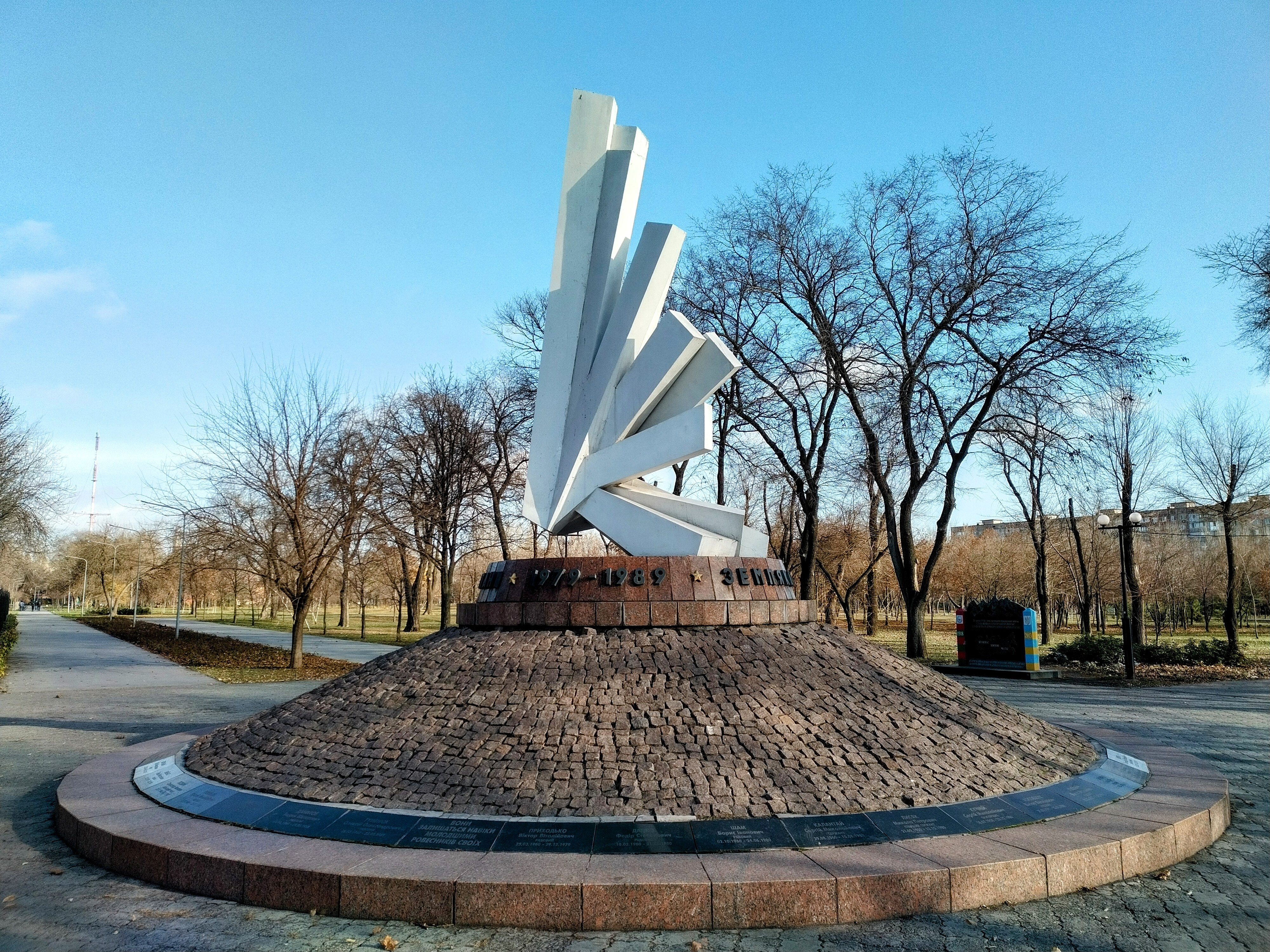
Имя на памятнике воинам-интернационалистам в Юбилейном парке (Кривой Рог)

Матвейчук Николай Викторович (13 декабря 1963, Кривой Рог, Днепропетровская область — 9 ноября 1983, Афганистан) — советский военнослужащий, сержант, командир БМП, участник Афганской войны.

## Биография
Родился 13 декабря 1963 года в городе Кривой Рог Днепропетровской области УССР в рабочей семье.
В 1981 году окончил СПТУ № 45, работал токарем в РМЦ № 3 Криворожского металлургического комбината. 
30 сентября 1982 года призван в Вооружённые силы СССР Дзержинским районным военным комиссариатом Кривого Рога. В апреле 1983 года в звании сержанта направлен в состав ограниченного контингента советских войск в Афганистане, служил командиром БМП. Участвовал в 14 боевых выходах на Джилалабад, дважды был ранен.
Во время службы тяжело заболел и 9 ноября 1983 года умер, по другим данным умер от тяжёлых ранений.
Похоронен в Кривом Роге на Центральном кладбище.

## Память
- Имя на памятнике воинам-интернационалистам Днепропетровщины, погибшим в Афганистане (Днепр)[4];
- Имя на памятнике воинам-интернационалистам на Дзержинке (Кривой Рог);
- Имя на памятнике воинам-интернационалистам в Юбилейном парке (Кривой Рог).